# Lijst van alumni van de Katholieke Universiteit Leuven
Onderstaande lijst is een lijst van alumni van de Katholieke Universiteit Leuven vanaf haar stichting in 1834-1835. Vanaf de splitsing in 1969 betreft het enkel alumni van de Nederlandstalige universiteit in Leuven.

## A

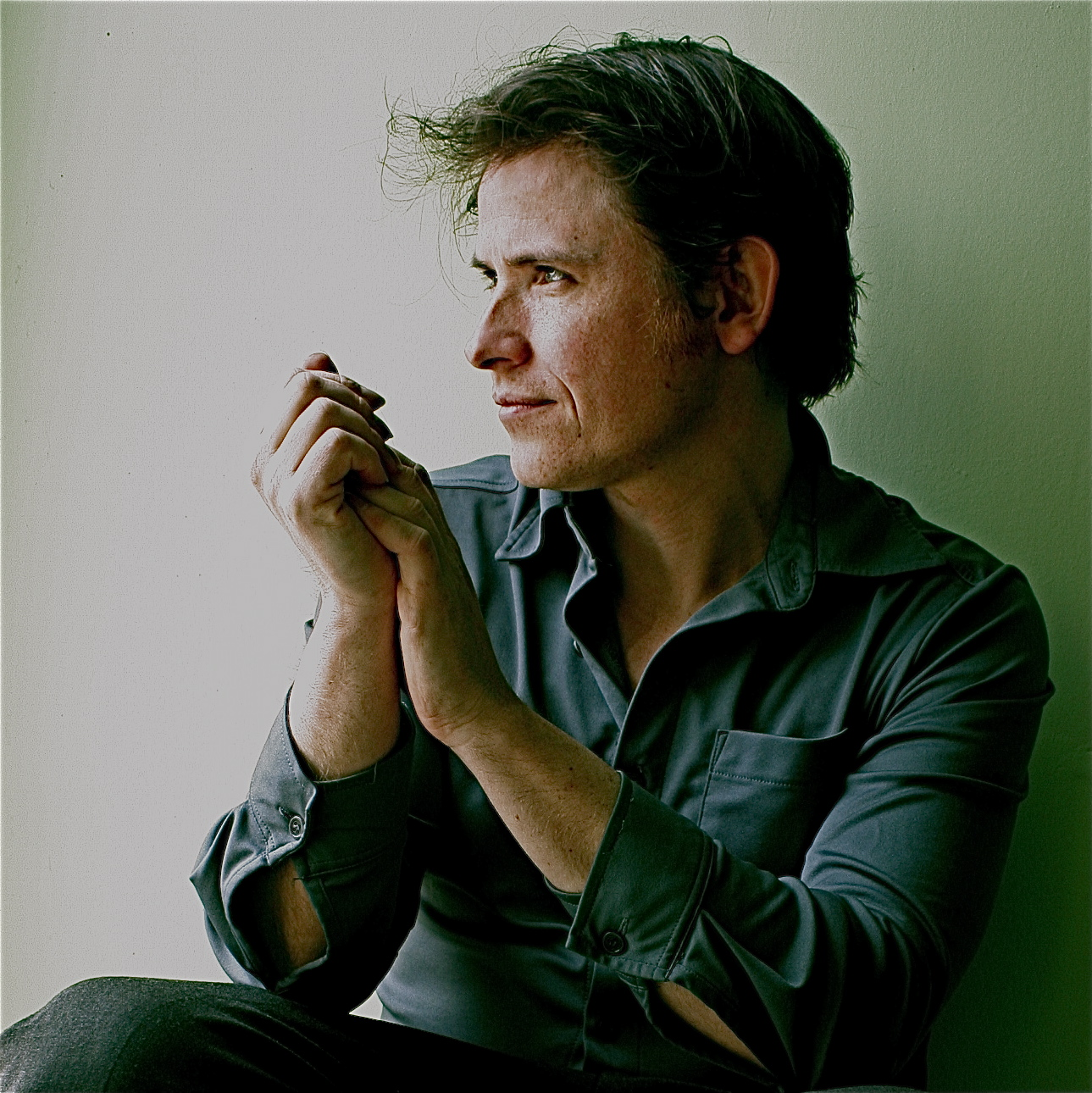
Jef Aerts

- Jan-Baptist Abbeloos
- Dirk Achten
- Magda Aelvoet
- Andreas Aerts
- Isabel Albers
- Montasser AlDe'emeh
- André Alen
- Vic Anciaux
- Robert Ancot
- Jef Anthierens
- Jos Ansoms
- Roger Aubert
- Jef Aerts
- Luc Aerts
- Marcelo Araúz
- Joseph Axters

## B

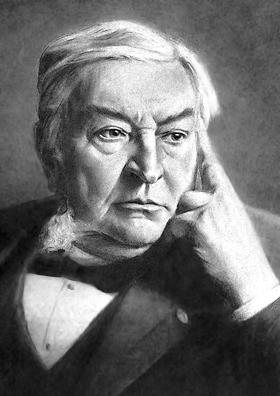
August Beernaert

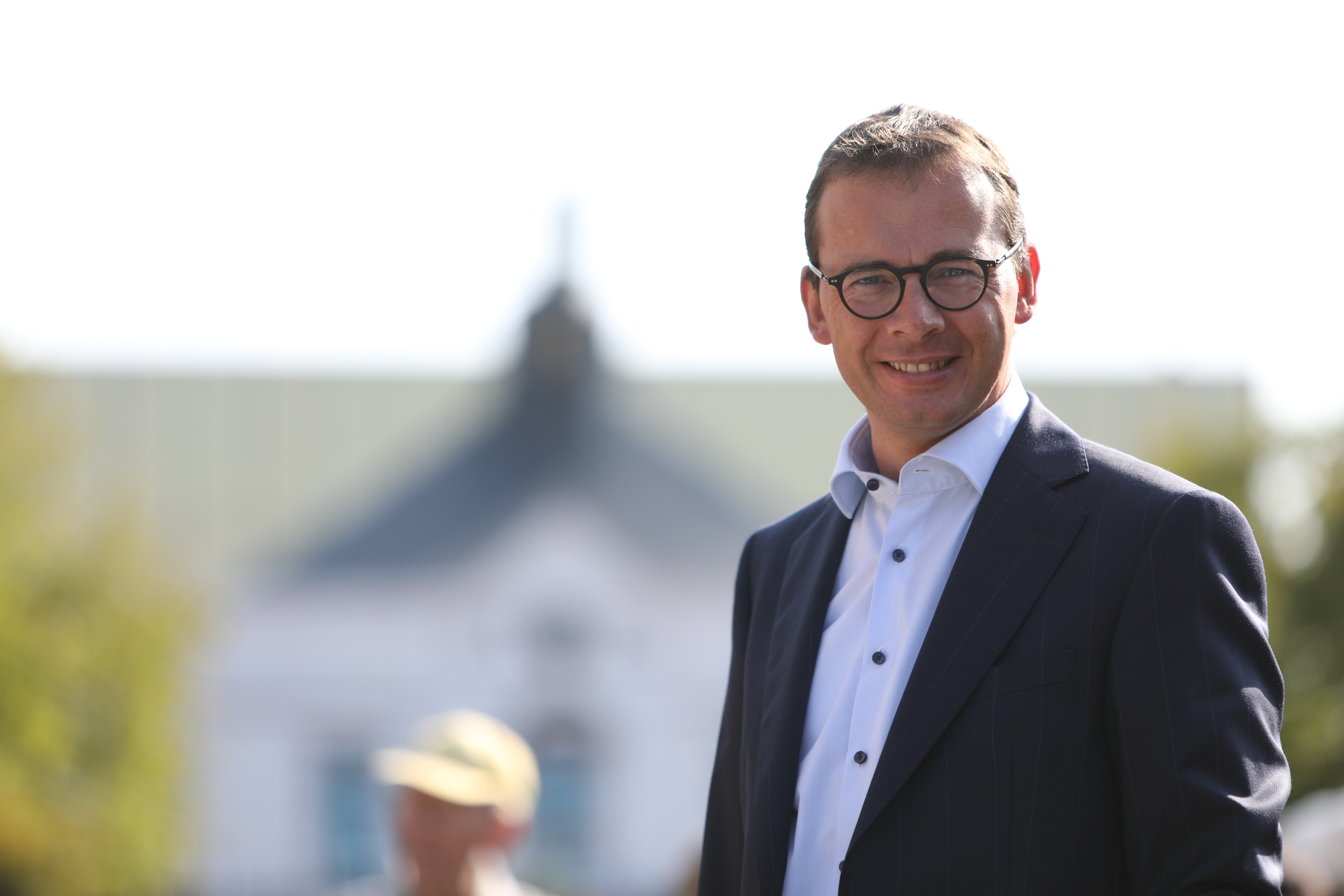
Wouter Beke

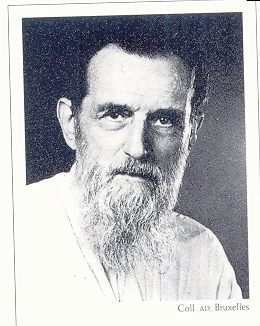
Kamiel Bulcke

- Mik Babylon
- Frans Baert
- Denis Baeskens
- Piet Baete
- Walter Baeten
- Henricus Ballet
- Gabriël-Luc Ballon
- Pol Bamelis
- Frank Baur
- Maximilien Bausart
- Charles Beauduin
- Lucien Beauduin
- Antoon Beck
- Herwig Beckers
- Sonja Becq
- Christiane Beerlandt
- August Beernaert
- Els Beerten
- Georges Beghin
- Wouter Beke
- Jozef Belmans
- Ronnie Belmans
- André Bergen
- Eugène Berode
- Luc Bertrand
- Giulio Bevilacqua
- Jos Bex
- Constantin Biart
- Edouard Biart
- Stijn Bijnens
- Jean Bilaut
- Maurice Anthony Biot
- Roger Blanpain
- Emile Blavier
- Thomas Blondeau
- Thomas Blondelle
- Jean-Pierre Blumberg
- Paul Bockstaele
- Jean-Elie Bodart
- Frans Boenders
- Lieven Boeve
- Hendrik Bogaert
- Jozef Bollen
- Herman Boon
- Jozef Boon
- Katelijne Boon
- Karel Boone
- Edgar Boonen
- Theo Borgermans
- Alfons Borgers
- Fons Borginon
- Hendrik Borginon
- August Borms
- Jutta Borms
- Ignace Bossuyt
- Lode Bostoen
- Alfred Bouckaert
- Emile Boulpaep
- Eddy Boutmans
- Niels Boutsen
- Jos Bouveroux
- Hendrik Frans Bracq
- Marcel Brauns
- Eva Brems
- Hugo Brems
- Antoon Breyne
- Valentin Brifaut
- Fred Brouwers
- Karin Brouwers
- Lodewijk Brouwers
- Toon Brouwers
- Frans Brusselmans
- Hans Bruyninckx
- Richard Bruynoghe
- Boudewijn Buckinx
- Michiel Bulckaert
- Kamiel Bulcke
- Paul Bulcke
- Johan Buytaert
- Paul Byttebier

## C
- Jan Callewaert
- Juul Callewaert
- Jan Cami
- Bart Cannaerts
- Antoine Cantillion
- Jules Carbon
- Mark Cardoen
- Daniël Cardon de Lichtbuer
- Peter Carmeliet
- Albert Carnoy
- Jean-Baptiste Carnoy
- Joris Casselman
- Jean-Jacques Cassiman
- Marc Caudron
- Albert Cauwe
- Patricia Ceysens
- Jos Chabert
- Gauthier Chapelle
- Ihsane Chioua Lekhli
- Adolphe Christyn de Ribaucourt
- Mario Luigi Ciappi
- Bert Claerhout
- Bavo Claes
- Ernest Claes
- Hanne Claes
- Ingrid Claes
- Lode Claes
- Paul Claes
- Jos Claessens

- Gustaaf-Julien Claeys
- Jos Clijsters
- Michel Cloet
- Jozef Clynmans
- Albert Cobut
- Ernest Coeckelbergh
- Daniël Coens
- Joachim Coens
- Frédégand Cogels
- Louis Colens
- Désiré Collen
- Paul Collet
- Fernand Collin
- Auguste Cools
- Charles Cools
- Kathleen Cools
- Albert Coppé
- Jules Coppée
- Honoré Jozef Coppieters
- Marcel Cordemans
- Mathias Cormann
- Jo Cornu
- Rafael Correa
- Hendrik Cornelis
- Georges Cousot
- Valère Croes
- Alberto Hurtado Cruchaga
- Alexandre Cruyt
- Emiel Edouard Cuvelier

## D
- Alfred Daelemans
- Jan Daelemans
- Frans Daels
- Jules-Victor Daem
- Werner Daem
- Joan Daemen
- Herman Daems
- Rudi Daems
- Nadia Dala
- Koen Daniëls
- Godfried Danneels
- Lieven Danneels
- Jozef Dauwe
- Phara de Aguirre
- Siegfried Debaeke
- Jean-Pierre De Bandt
- Alphonse De Becker
- Auguste de Becker Remy
- Emile De Becker
- Jozef De Beenhouwer
- Jean-Baptiste de Bethune jr.
- Léon de Bethune
- Paul de Bethune
- Sabine de Bethune
- Ann De Bie
- Walter De Bock
- Karel De Boeck
- Jan De Bondt
- Raymond De Bondt
- August De Boodt
- Christophe Deborsu
- Frédéric Deborsu
- Charles De Bruycker
- Pieter De Bruyne
- François de Callataÿ
- Lieven De Cauter
- Johan Decavele
- Dirk De Ceulaer
- Victor Augustus Dechamps
- Gilbert Declerck
- Albert De Clerck
- Stefaan De Clerck
- Joseph De Clercq
- Nico Declercq
- Olivier de Clippele
- Alberic Decoene
- Virgile Decommer
- Beatrijs Deconinck
- Herman de Coninck
- Adrien de Corswarem
- Saskia De Coster
- Hanne Decoutere
- Basiel De Craene
- Stefaan Decraene
- Pieter De Crem
- Anny De Decker
- Eric Defoort
- Louis Defré
- Maximilien de Furstenberg
- Peter Degadt
- Karel de Gheldere
- Jean-Baptiste de Ghellinck d'Elseghem
- Michel de Give
- Edmond de Goeyse
- Paul De Grauwe
- Léon Degrelle
- Eugène De Groote
- Alphonse De Haene
- Daniel De Haene
- Jean-Luc Dehaene
- Désiré de Haerne
- Jos De Haes
- John Dejaeger
- Maurice De Jaegere
- Christof Dejaegher
- Camille De Jaer
- Albert De Jonghe
- Herman De Jonghe
- Henri de Kerchove d'Exaerde
- Geert De Kerpel
- Paul De Kerpel
- Jozef De Kesel
- Leo De Kesel
- Kurt Deketelaere
- Christine Dekkers
- Irina De Knop
- Jan De Laender
- Rudy De Leeuw
- Pierre Delannoy
- Léon de Lantsheere
- Charles-Jean de La Vallée Poussin
- Louis de La Vallée Poussin
- Julien Delbeke
- Leo Delcroix
- Victor Delhez
- Adolphe de Limburg Stirum
- Thierry de Limburg Stirum
- Hendrik Delport
- Victor Delporte
- Klaas Delrue
- Hugo De Man

- Patricia De Martelaere
- Emmanuel de Meester
- Paul De Meester
- Wito De Meulder
- Herman De Meulenaere
- Jan De Mey
- Jozef De Mey
- Jan De Meyer
- Zuhal Demir
- Adelbert Denaux
- Jan Denef
- Valentin Denis
- Joris Denoo
- Dirk Denoyelle
- Joannes De Petter
- Leo De Peuter
- Didier de Pierpont
- Alberic de Pierpont Surmont de Volsberghe
- Filip De Pillecyn
- Wouter De Ploey
- Simon Deploige
- Alfons Depoorter
- Sandra De Preter
- Charles Derbaix
- Eugène Derbaix
- Charles Dereine
- Theodore de Renesse
- Louis De Reu
- Hugo de Ridder
- Édouard Descamps
- Mia De Schamphelaere
- Fernand Deschamps
- Leopold De Schepper
- René Deschepper
- José de Schietere de Lophem
- Reginald De Schryver
- Freddy De Schutter
- Jean-Pierre Deserf
- Piet Deslé
- Albert De Smaele
- Camille Desmaisières
- Raphaël De Smedt
- Jules Desmedt
- Pierre De Smet
- Pieter De Somer
- Jan de Spot
- Jacques De Staercke
- Bart De Strooper
- Désiré De Swaef
- Els De Temmerman
- Conrad Detrez
- Ivan De Vadder
- Godfried Develter
- Patrick Develtere
- Claude de Villenfagne de Vogelsanck
- Jean de Villenfagne de Vogelsanck
- Goedele Devroy
- Wim De Vilder
- Stijn Devillé
- Jean de Villenfagne de Vogelsanck
- Paul De Visscher
- Mia De Vits
- Jan De Volder
- Michaël De Volder
- Kurt Devooght
- Benoît Devroede
- Bart De Wever
- Jean De Witte
- Lodewijk De Witte
- Lodewijk De Wolf
- Lambert Dewonck
- Albert Dexters
- Liesbet Dhaene
- Albert D'Haese
- Jeroen D'hoe
- Hans D'Hondt
- Filips Dhondt
- Jacques D'Hooghe
- Albert d'Huart
- Alfred d'Huart
- Roger Dillemans
- Karel Dobbelaere
- Jos Donvil
- Mia Doornaert
- Pierre Doppler
- Auguste Doucet de Tillier
- Dirk Draulans
- Veerle Draulans
- Anne Mie Draye
- Christian de Duve
- Albéric du Bus de Gisignies
- Bernard Amé du Bus de Gisignies
- Marcel Duerinck
- Marc Dullaert
- Maurice Dullaert
- Auguste Dumont de Chassart
- Eugène Dumont
- Jan Durnez
- Willy Duron
- Charles d'Ursel
- Georges Dutry

## E

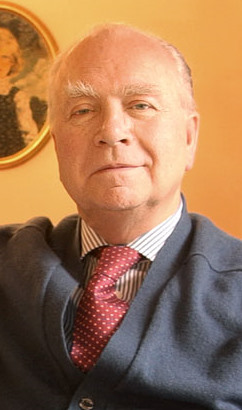
Mark Eyskens

- Willem Eben
- Robert Eeckloo
- Tine Eerlingen
- Saïd El Khadraoui
- Koenraad Elst
- Hilde Eynikel
- Gaston Eyskens
- Mark Eyskens

## F
- Nadia Fadil
- Johan Joseph Faict
- Gabriel Fehervari
- Alphonse Ferminne
- André Fernez
- Cyrille Fijnaut
- Antoon Fimmers
- Joos Florquin
- Adhémar Foucart
- Theo Francken
- Herman Fransen
- Victor Emile Fris

## G
- Henry Gabriels
- Jaak Gabriëls
- René Gaspar
- Sven Gatz
- Marc Geenen
- Gaston Geens
- Koen Geens
- Adhemar Geerebaert
- Noël Geirnaert
- Jean-François Gendebien
- Paul Gendebien
- Caroline Gennez
- Emmanuel Gerard
- Kim Gevaert
- Hans Geybels
- Kim Geybels
- Robert Gits
- Theophile Godfraind

- Hector Goemans
- Lodewijk Goemans
- Antoine Goffin
- Cas Goossens
- Jan Goossens
- Paul Goossens
- Willem Goossens
- Ilse Goovaerts
- Leo Goovaerts
- Gie Goris
- Stef Goris
- Marleen Govaerts
- Mark Grammens
- Jan Grauls
- Karolien Grosemans
- Pierre Groult
- Luuk Gruwez
- Jan Gruyters
- Guido Gryseels
- Jorge Guillermo
- Jan Gybels

## H
- Louis Halflants
- Jean Jérôme Hamer
- Jean-Pierre Hanin
- Gaëtan Hannecart
- Silvère Hanssens
- Huberte Hanquet
- Guy Harpigny
- Jan Hautekiet
- Adolphe Hebbelynck
- Joseph Hecq
- Frans Hemerijckx
- Karel Hemmerechts
- Kristien Hemmerechts
- Jaak Henckens
- Adelfons Henderickx
- Marc Hendrickx
- Ruud Hendrickx
- Arnold Hendrix
- Tony Herbert
- Inge Heremans
- An Hermans
- Fernand Hermans
- Albert Hermant
- Georges Herry
- Thomas Hertog
- Florimond Heuvelmans

- Ilse Heylen
- Jean-François Heymans
- Ghislain Hiance
- Albert Hillen
- Kris Hoflack
- Liesbeth Homans
- Patrick Hoogmartens
- Rodolphe Hoornaert
- Petrus Hopmans
- Alfons Hoppenbrouwers
- Christiaan Houben
- Robert Houben
- Hilde Houben-Bertrand
- Caro Houbreghts
- Albert Houssiau
- Joseph Hoÿois
- Léon Hubert
- Fernand Huts
- Rob Hutting
- Bruno Huygebaert
- Jan Huyghebaert
- Kathleen Huys
- Pieter Huys
- Luc Huyse

## I
- Louis Ide
- Jozef IJsewijn
- Joseph Indekeu
- Luc Indestege
- Luce Irigaray
- Maurice Iweins d'Eeckhoutte

## J

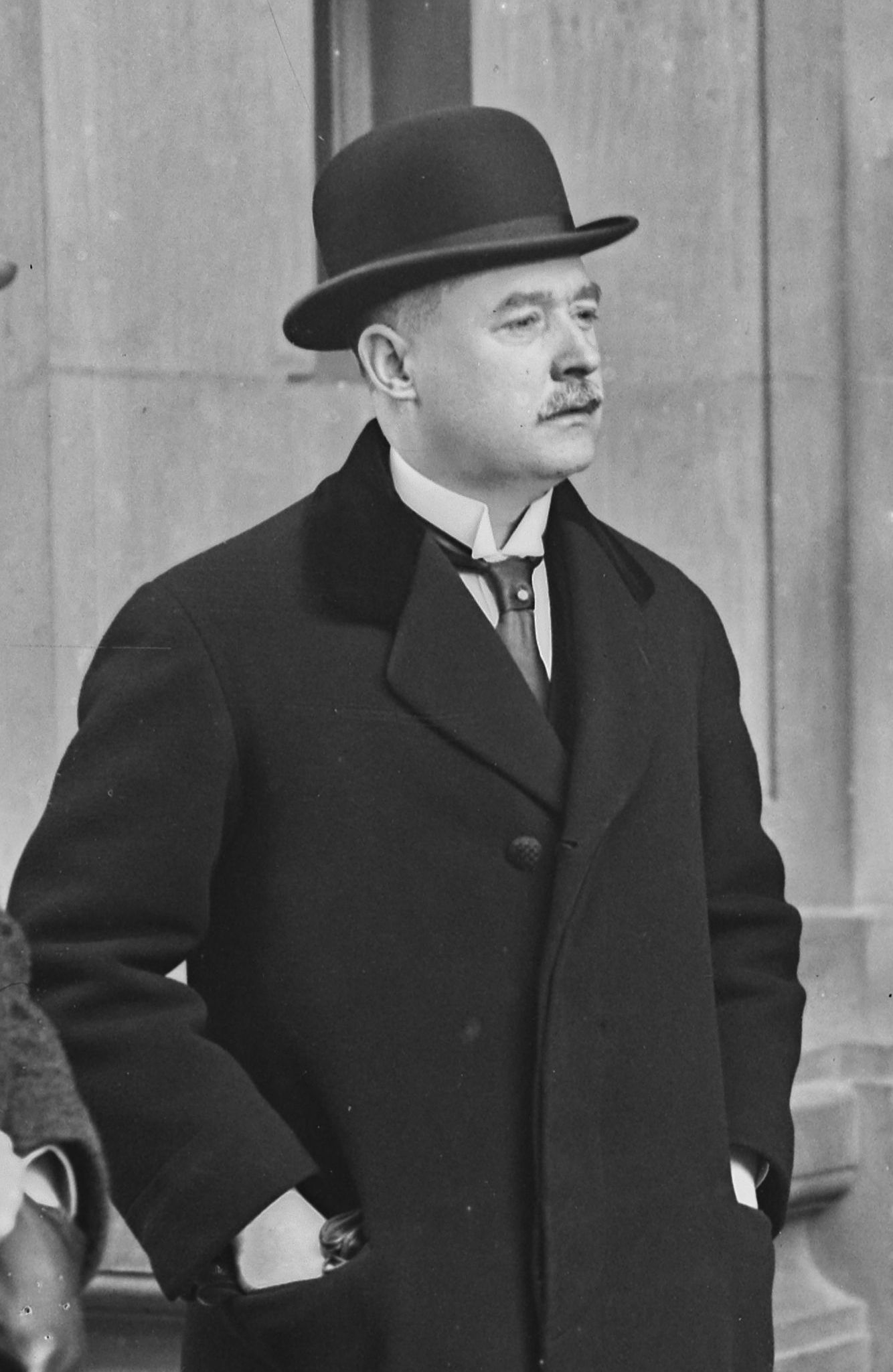
Albert-Edouard Janssen

- Etienne Jacobs
- Maxime Jadot
- Robert Rolin Jaquemyns
- Albert-Edouard Janssen
- Arthur Janssen
- Constant Janssen
- Jean-Baptiste Janssens
- Baudouin Janssens de Bisthoven
- Leon Janssens de Bisthoven
- Antonio María Javierre
- Ruth Joos

## K
- Paul Kempeneers
- Ward Kennes
- Mimi Kestelijn-Sierens
- Katrien Kesteloot
- Stephan Keukeleire
- Gert Keunen
- Abdul Qadir Khan
- Yasmine Kherbache
- Louis Kiebooms
- Sonja Kimpen
- Pieter Knapen
- Sascha Kolowrat-Krakowsky

## L
- Albert Lacquet
- Paulin Ladeuze
- Bart Laeremans
- Rudi Laermans
- Nicolas-Joseph Laforêt
- Hilde Laga
- André Lagae
- Leo Lagrou
- Sabien Lahaye-Battheu
- Hendrik Karel Lambrecht
- Jef Lambrecht
- Henricus Lamiroy
- Bart Lammens
- Renaat Landuyt
- André Laporte
- Maarten Larmuseau
- Kenneth Lasoen
- Patrick Lateur
- Jan Laurys
- Jan Lauwereyns
- Achiel Lauwers
- Emiel Lauwers
- Albert Lavens
- Paul Lebeau
- Hector Lebon
- Louis Le Clef
- Raphaël Lecluyse
- Octave Leduc
- Georges Leekens
- Victor Leemans
- Albert Alexandre Lefebvre
- Charles Lefebvre
- Ferdinand Lefebvre
- Fernand Lefère
- Léon Legrand
- Gérard le Hardÿ de Beaulieu

- Ihsane Chioua Lekhli
- Hubert Lelièvre
- Raymond M. Lemaire
- Georges Lemaître
- Johan Leman
- Guillaume Lemmens
- Heidi Lenaerts
- Koen Lenaerts
- Jean Lenger
- André Léonard
- Zuster Leontine
- Fons Leroy
- Gonda Lesaffer
- Randall Lesaffer
- Dieter Lesage
- Octave Le Sergeant d'Hendecourt
- Marc Lestienne
- Jeroom Leuridan
- Constant Leurs
- Bert Leysen
- Frie Leysen
- Riet Leysen
- Thomas Leysen
- Jo Libeer
- Goedele Liekens
- Albert Liénart
- Mathieu Liesens
- Pierre Lifrange
- Simon Lindekens
- Leo Lindemans
- Achiel Logghe
- Patrick Loobuyck
- Frans Lozie
- Victor Lucq
- René Lunden

## M
- Léon Mabille
- Bart Maddens
- Bert Maertens
- Guido Maertens
- Annemie Maes
- Jean Maes
- Kristien Maes
- Lennaert Maes
- Johan Malcorps
- Katlijn Malfliet
- Augustin Mansion
- Félicien Marceau
- Joseph Maréchal
- Jean Marquet
- Harry Martens
- Kurt Martens
- Lucien Martens
- Ludo Martens
- Steven Martens
- Thierry Martens
- Wilfried Martens
- Ann Marynissen
- Patrick Maselis
- Robert-Joseph Mathen
- Ivo Mechels
- Mark Meekers
- Eugène Meeus

- Jean Meeus
- Willem Melis
- Laurens Melotte
- Louis Melsens
- Trees Merckx-Van Goey
- Jean Merget
- Wim Mertens
- Jürgen Mettepenningen
- Koen Meulenaere
- Jules Meuwissen
- Piet Meuwissen
- Armand Meyers
- Georges Meyers
- Georges Michaux
- Charles Michel (1853-1929)
- Jean François Michel
- Jeroen Michels
- Albert Michotte
- Marc Mijlemans
- Léonard Misonne
- Luc Missorten
- An Moerenhout
- Trui Moerkerke
- Joseph Moerman
- Mieke Molemans
- Maite Morren
- Guy Mortier
- Lieve Mostrey
- Arthur Mulier
- Rita Mulier
- Adile Jacques Mulle de ter Schueren

## N
- Vic Nachtergaele
- Herman Nackaerts
- Auguste Naets
- Alexandre Namèche
- Fernand Nédée
- Cyriel Neefs
- Leo Neels
- Alfred Nerincx
- Piet Nijs
- Staf Nimmegeers
- Ferdinand Noël
- Geert Noels
- David Nolens
- Jan Nolet de Brauwere van Steeland
- Raymond Nossent
- Joris Note
- Jean Notelteirs
- Jules Noten
- Robert Nouwen
- Joseph Nuttin
- Jozef Nuttin
- Nick Nuyens
- Herman Nys

## O
- Jozef Olaerts
- Alfred Olivier
- Hendrik Olivier
- Hector Olleviers
- Luc Onclin
- Jörgen Oosterwaal
- Alfred Orban de Xivry
- Etienne Orban de Xivry
- Grégoire Orban de Xivry
- Jules Ortegat
- Hans Otten

## P

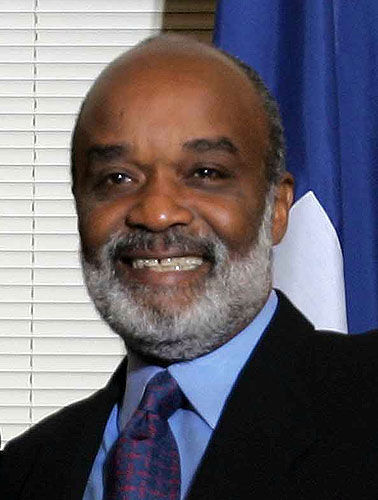
René Préval

- Hugo Paemen
- Katrien Partyka
- Lorin Parys
- Barbara Pas
- Léon Pastur
- Maximilien Pastur
- Gustave Paternoster
- Elke Pattyn
- Walter Pauli
- Tim Pauwels
- Jaime Paz Zamora
- Jan Peers
- Bert Peeters
- Jaak Peeters
- Jill Peeters
- Jozef Peeters
- Koen Peeters
- Paul Peeters
- Stefaan Peeters
- Theo Peeters
- Walter V. Peeters
- Bert Peleman
- Jules Persyn
- Louis Petit
- Yves Petry
- Jan Peumans
- Bruno Philippart
- Hubert Pierlot
- Edgard Pierman
- Danny Pieters
- Dirk Pieters
- Karel Pinxten (politicus)
- Karel Pinxten (econoom)
- Fernand Piot
- Ingrid Pira
- Dominique Pire
- Jean-Marie Piret
- Edmond Piret-Goblet
- Remi Piryns
- Ivan Pittevils
- Stefaan Platteau
- Sabine Poleyn
- Gui Polspoel
- Théodule Poncelet
- Eric Ponette
- Wincenty Teofil Popiel
- Ferdinand Portmans
- Charles Potvin
- Prosper Poullet
- René Préval
- Anne Provoost
- Peter Prüm

## Q
- Daniël Quartier
- Werner Quintens

## R

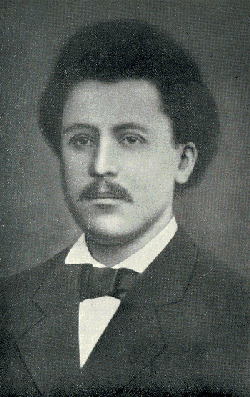
Albrecht Rodenbach

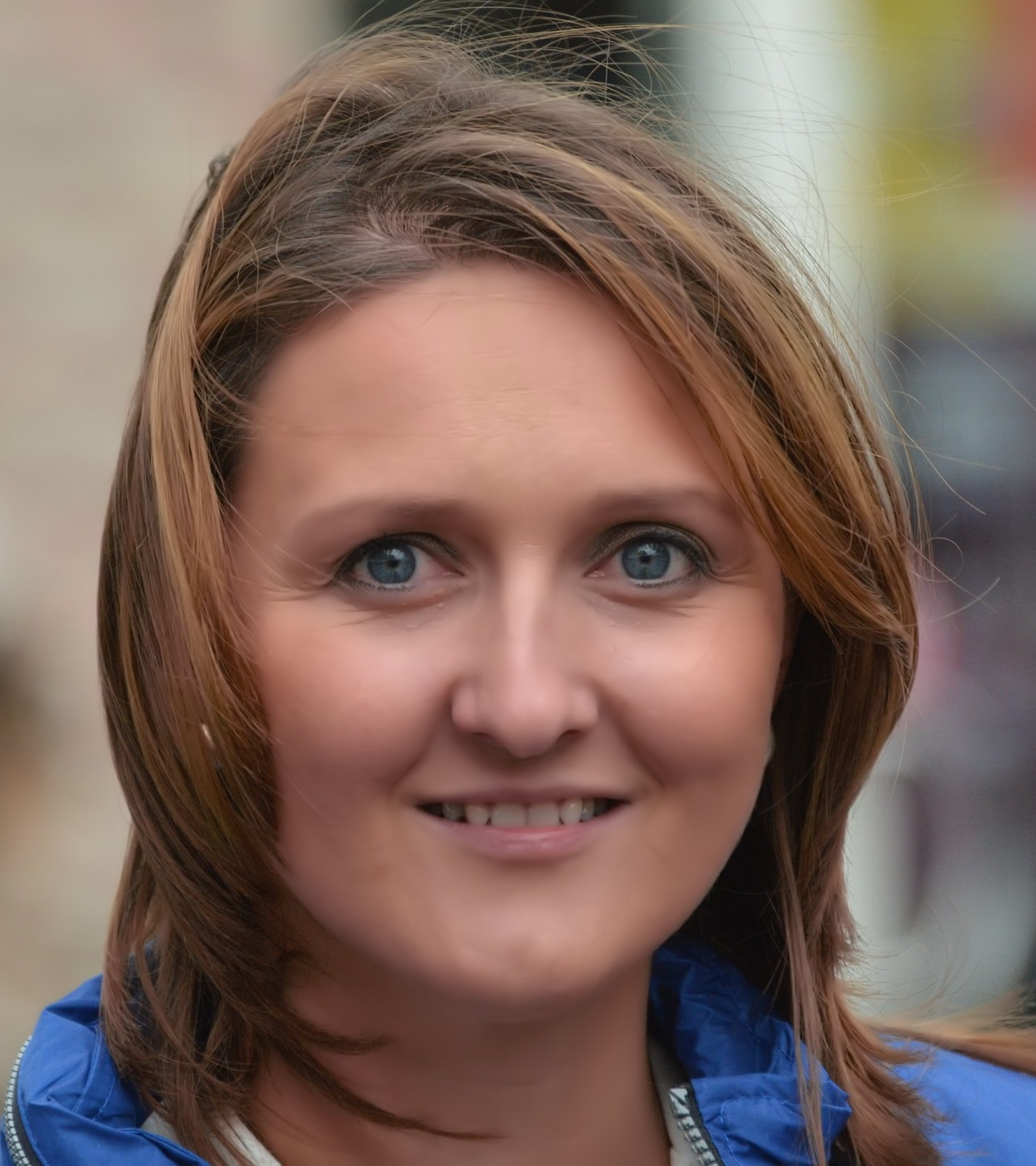
Gwendolyn Rutten

- Marcel Rademakers
- Auguste Raemdonck van Megrode
- Albert Raes
- Alfred Raport
- Hugo Raspoet
- Cynthia Reekmans
- Sabine Reifer
- Léon Remacle
- Jan Remans
- Jan Renders
- Jules Renkin
- Martine Reynaers
- Auguste Reynaert
- Louis Rhodius
- Vincent Rijmen
- Karel Rimanque
- Jules Roberti
- Frans Robyns
- Albrecht Rodenbach
- Luc Rombouts
- Frans Rombouts
- Gérard Romsée
- Alfred Ronse
- Louis Roppe
- Emmanuel Rottey
- Edmond Rubbens
- Georges Rutten
- Gwendolyn Rutten
- Manu Ruys
- Albéric Ruzette
- Léon Ruzette
- Thomas Ryckewaert
- Alphonse Ryckmans
- Pierre Ryckmans (Congo)
- Pierre Ryckmans (schrijver)

## S
- Maurits Sabbe
- Ludo Sannen
- Johan Sauwens
- Anne Marie Schaerlaekens
- Mark Schaevers
- Karim Schelkens
- Edward Schillebeeckx
- Hugo Schiltz
- Peter Schmidt
- Peter Schoenaerts
- François Schollaert
- Bart Schols
- Koen Schoors
- Paul Schotsmans
- Frans Schotte
- Jan Schotte
- Jos. Schrijnen
- Paul Schruers
- Joseph Sebrechts
- Hendrik Seghers
- Luc Sels
- Edgar Sengier
- Pieter Serrien
- Jan Simoen
- Manuel Sintubin
- Joris Six
- Griet Smaers
- Willy Smedts
- Dirk Smeesters
- Theodoor Smeets
- Dirk Smet
- Erik Smets
- Lisa Smolders
- Théodore Smolders
- Renier Snieders
- Georges Snoy
- Gustave Soenens

- Ernest Solvyns
- Ann Somers
- Bart Somers
- Ferran Soriano
- Johanna Spaey
- Albert Speekaert
- Reimond Speleers
- Jan Spooren
- Karel Frans Stallaert
- Georges Stalpaert
- Eugène Standaert
- Lieve Stappers
- Ben Stassen
- Bruno Steegen
- Marc Steen
- Marita de Sterck
- Roel Sterckx
- Jaak Stervelynck
- Helga Stevens
- Jan Steverlynck
- Katlijne Van der Stighelen
- Antoon Stillemans
- Robrecht Stock
- René Stockman
- Erik Stoffelen
- Siegfried Stokman
- Leo Stoops
- Klaas Storme
- Matthias Storme
- Anne Stroobants
- Jesse Stroobants
- Egied Strubbe
- Paul Struye
- Annemie Struyf
- Tuur Stuyck
- Louis-Paul Suetens
- Herman Suykerbuyk
- Frank Swaelen
- Francine Swiggers
- Johan Swinnen (diplomaat)
- Johan Swinnen (landbouweconoom)
- Erik Swyngedouw
- Marc Swyngedouw

## T

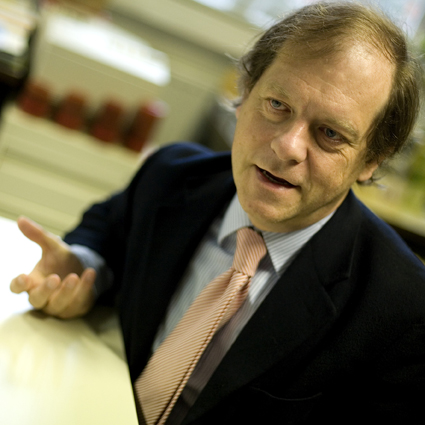
Rik Torfs

- Chris Taes
- Martine Tanghe
- Guy Tegenbos
- Xavier Victor Thibaut
- Armand Thiéry
- Piet Thomas
- Joseph Thonissen
- Marianne Thyssen
- Michel Tilmant
- Pieter Timmermans
- Leo Tindemans
- Dirk Tirez
- Yvan T'Kint
- Boris Todoroff
- Ergün Top
- Rik Torfs
- Camilo Torres
- Jan Toye
- Paul Trio
- Koen T'Sijen
- Annemie Turtelboom

## U
- Jef Ulburghs

## V
- Henri Vaes
- Marleen Vaesen
- Kevin Valgaeren
- Jef Valkeniers
- Cieltje Van Achter
- Steven Vanackere
- Rik Van Aerschot
- Jean-Paul Van Avermaet
- Wouter Van Besien
- Auguste Van Biervliet
- Jef Van Bilsen
- Herman Van Breda
- Kathleen Van Brempt
- Leon Van Buyten
- Camille van Caloen de Basseghem
- Karl van Caloen
- Edgard Van Cauwelaert
- Frans Van Cauwelaert
- Frans Van Cauwelaert de Wyels
- Frans Van Coetsem
- Rémy Vancottem
- Frans van Daele
- Lieve Van Daele
- Fernand Vandamme
- Gert Vande Broek
- Edgard Vandebosch
- Jaak Vandemeulebroucke
- François Van den Abeele
- Jef Van den Bergh
- Eric Vanden Berghe
- Herman Vanden Berghe
- Hugo Vandenberghe
- Rik Vandenberghe
- Jean Van den Bosch
- Willy Van den Bossche
- André Vandenbunder
- Michiel Vandenbussche
- Luc Van den Brande
- Frank Vandenbroucke
- Luc Van den hove
- Alfons Van de Perre
- Jan Vande Putte
- Robert Vandeputte
- Tony Vandeputte
- Jo Vandeurzen
- Jef Van den Eynde
- Frans Van der Elst
- Jacques Vandermeiren
- Adolphus Van der Moeren
- Paulus Van Der Perre
- Jan Van der Veken
- Jef Van de Wiele
- Ina Vandewijer
- Emile van Dievoet
- Guido van Dievoet
- Michaël Van Droogenbroeck
- Karel Van Eetvelt
- Renaat Van Elslande
- Lieve Van Ermen
- Robert Vanes
- Koen Van Gerven
- Walter Van Gerven
- Hubert Van Gijseghem
- Hendrik van Gorp
- François Van Ham
- Emiel Van Haver
- Albert Van Hecke
- Manu Van Hecke
- Steven Van Hecke
- Edmond Van Hee
- Pieter Van Hees
- Bert Vanheste
- Jan Vanhevel
- Kamiel Vanhole
- Els Van Hoof
- Patrick Vanhoudt
- Jan Van Houtte
- Koen Vanhoutte
- Roger Van Houtte
- Herwig Van Hove
- Frans Van Isacker
- Karel Van Isacker
- Geert van Istendael
- Frans Vanistendael
- Adam van Kan
- Ingrid van Kessel
- Anne Van Lancker
- Richard Van Leemputten
- Jef Van linden
- Koen Van Loo

- Luc Van Looy
- Jozef van Mierlo
- Gert Van Mol
- Herman Van Molle
- Hans van Munster
- Jeroen Van Nieuwenhove
- Adelheid van Oostenrijk
- Paul Van Orshoven
- André van Outryve d'Ydewalle
- Charles-Julien van Outryve d'Ydewalle
- Emmanuel Charles van Outryve d'Ydewalle
- Emmanuel-Henri van Outryve d'Ydewalle
- Eugène-Edouard van Outryve d'Ydewalle
- Géry van Outryve d'Ydewalle
- Pierre van Outryve d'Ydewalle
- Stanislas Emmanuel van Outryve d'Ydewalle
- Roger Van Overstraeten
- Eugeen van Oye
- Leonce-Albert Van Peteghem
- Vincent Van Quickenborne
- Marc Van Ranst
- Anne-Sophie Van Regemortel
- David Van Reybrouck
- Désiré Van Riet
- Jens Van Roey
- Jozef Van Roey
- Hugo Van Rompaey
- Eric Van Rompuy
- Herman Van Rompuy
- Peter Van Rompuy
- Dirk Vansina
- Jan Vansina
- Norbert Van Slambrouck
- Honoré Van Steenberge
- Jozef Van Steenberge
- Luc Vansteenkiste
- Francesca Vanthielen
- Christian Van Thillo
- Theodoor Van Tichelen
- Erika Van Tielen
- Heidi Van Tielen
- Etienne Van Vaerenbergh
- Piet Van Waeyenberge
- Titia Van Waeyenberge
- Honoré Van Waeyenbergh
- Els Van Weert
- Frieda Van Wijck
- Anton van Wilderode
- Georges Van Winckel
- Ine Van Wymersch
- Hilde Vautmans
- Valère Vautmans
- Jan Velaers
- Pierre Verbaeten
- Louis Verbeeck
- Terry Verbiest
- Leen Verbist
- Antoon Verboven
- Hendrik Verbrugge
- Ferdinand Vercnocke
- Walter Verdin
- Liesbet Vereertbrugghen
- Catherine Verfaillie
- Antoon Vergote
- Jozef Vergote
- Mark Verhaegen
- Bart Verhaeghe
- Paul Verhaeghen
- Bart Verhulst
- Rafaël Verhulst
- Frans Verleyen
- Peter Verlinden
- Jan Vermeire
- Goedele Vermeiren
- Remi Vermeiren
- André Vermeulen
- Peter Vermeulen
- Eric Vermeylen
- Fons Verplaetse
- Marc Verstraete
- Kevin Verstrepen
- Emile Verviers
- Michiel Verweij
- Reinhilde Veugelers
- Ivo Victoria
- Arthur Vierendeel
- Karel Vinck
- Emiel Vliebergh
- Otto van Habsburg-Lotharingen
- Benoît Vrambout
- Alfons Vranckx
- Rudi Vranckx

## W

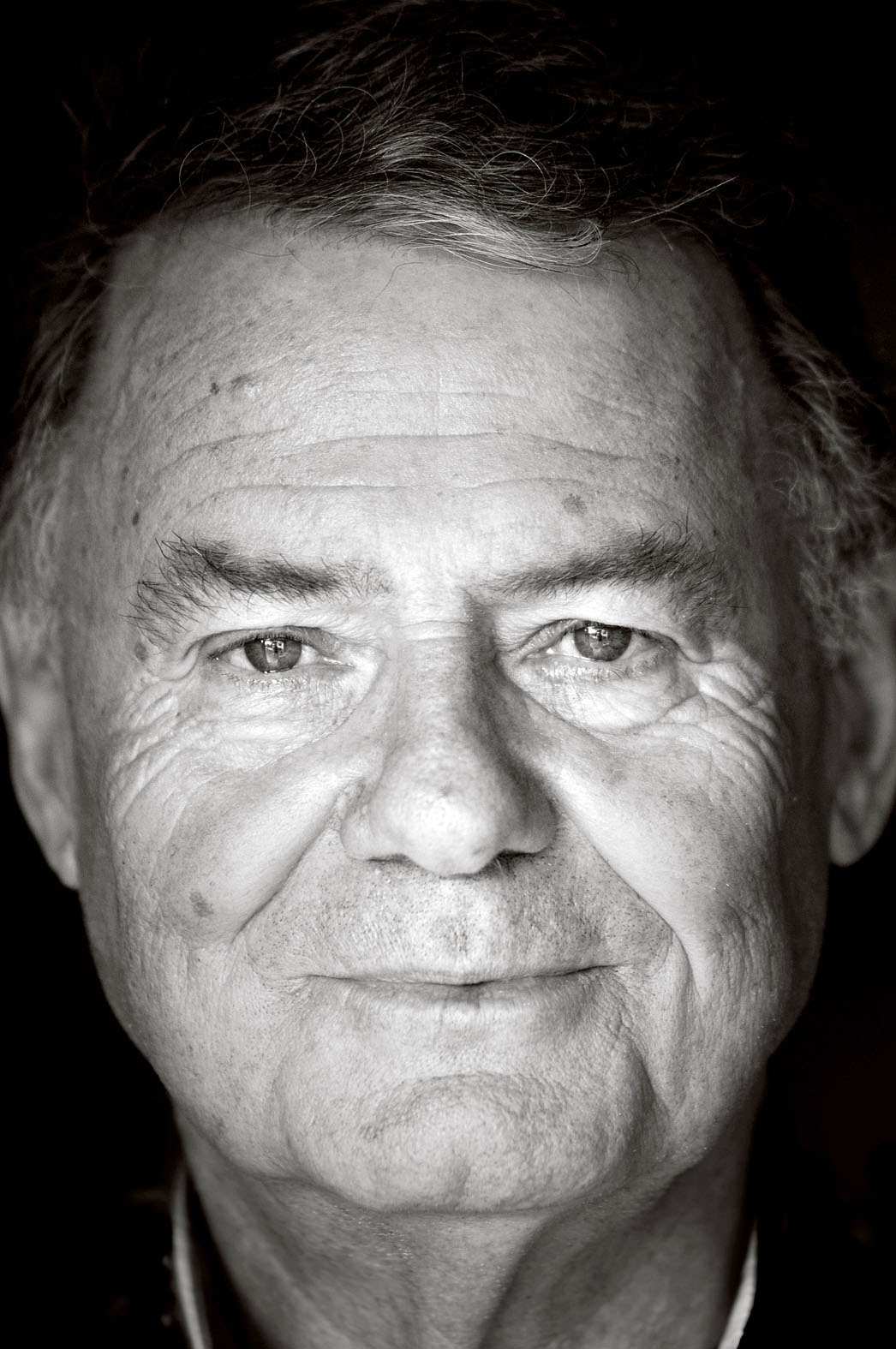
Jan Wauters

- Laurent Waelkens
- Mark Waer
- Gustavus Josephus Waffelaert
- Herman Wagemans
- Norbert Wallez
- Évariste Warlomont
- Filip Watteeuw
- Diane Waumans
- Dirk Wauters
- Eddy Wauters
- Jan Wauters
- Luc Wauters
- Stef Wauters
- Hugo Weckx
- Bart Welten
- Albert Westerlinck
- Johan Weyts
- Paul Wille
- Louis Willems
- Luc Willems
- Frank Wilrycx
- Kaat Wils
- Lode Wils
- Jan Lambert Wirix-Speetjens
- Maurits Wollecamp
- Michel Wuyts

## Z
- Walter Zinzen
- Theodorus Zwartkruis